# Lijst van oorlogsmonumenten in Ouder-Amstel
De Nederlandse gemeente Ouder-Amstel heeft 3 oorlogsmonumenten. Hieronder een overzicht.
| Nr.  | Object                                               | Herdachte groep      | Ontwerper    | Onthulling | Type        | Locatie                | Plaats                  | Coördinaten                   | Foto            |
| ---- | ---------------------------------------------------- | -------------------- | ------------ | ---------- | ----------- | ---------------------- | ----------------------- | ----------------------------- | --------------- |
| 1770 | Oorlogsmonument                                      | burgerslachtoffers   | W.H. Gispen  | 4 mei 1951 | plaquette   | Dorpsstraat 14, 1191BJ | Ouderkerk aan de Amstel | 52° 17' 49" NB, 4° 54' 15" OL | Oorlogsmonument |
| 1771 | Oorlogsmonument                                      | burgerslachtoffers   | Wieger Bruin | 4 mei 1950 | gedenksteen | Begoniastraat, 1115 XA | Duivendrecht            | 52° 19' 53" NB, 4° 56' 16" OL |                 |
| 3267 | Monument op de Portugees-Israëlitische begraafplaats | vervolgden Nederland |              |            | gedenksteen | Kerkstraat 10, 1191 JB | Ouderkerk aan de Amstel | 52° 17' 45" NB, 4° 54' 11" OL |                 |

Aalsmeer ·
Alkmaar ·
Amstelveen ·
Amsterdam ·
Bergen ·
Beverwijk ·
Blaricum ·
Bloemendaal ·
Castricum ·
Den Helder ·
Diemen ·
Dijk en Waard ·
Drechterland ·
Edam-Volendam ·
Enkhuizen ·
Gooise Meren ·
Haarlem ·
Haarlemmermeer ·
Heemskerk ·
Heemstede ·
Heiloo ·
Hilversum ·
Hollands Kroon ·
Hoorn ·
Huizen ·
Koggenland ·
Landsmeer ·
Laren ·
Medemblik ·
Oostzaan ·
Opmeer ·
Ouder-Amstel ·
Purmerend ·
Schagen ·
Stede Broec ·
Texel ·
Uitgeest ·
Uithoorn ·
Velsen ·
Waterland ·
Weesp ·
Wijdemeren ·
Wormerland ·
Zaanstad ·
Zandvoort